# 드미트리 라피코프
드미트리 발렌티노비치 라피코프(러시아어: Дмитрий Валентинович Лапиков, 1982년 6월 4일 ~ )는 러시아의 역도 선수이다.
그는 2005년 세계 역도 선수권 대회에서 총 408kg로 4위를 했다. 라피코프는 2006년 세계 역도 선수권 대회 인상에서 금메달을 땄고 용상에서 은메달을 땄다. 총 414kg로 은메달을 땄다.
라피코프는 원래 2008년 베이징 올림픽 역도 헤비급에서 총 420kg을 들어서 동메달을 땄다.
라피코프는 도핑 테스트에서 음성 반응을 보였고, 2011년 유럽 역도 선수권 대회 헤비급에서 실격 처리되었다.